# Brioni
Брио́ни (итал. Brioni) (также Дом Бриони (англ. House of Brioni)) — известный итальянский дом моды и модный бренд. Название фирмы происходит от итальянского названия архипелага Бриони.

## История
Компания была основана Назарено Фонтиколи и Гаэтано Савини после Второй мировой войны в 1945 году открытием бутика в Риме.
Первый показ мод марки «Brioni» был проведён в 1952 году во Дворце Питти (Флоренция). Показ был весьма успешным и компания приобрела большой круг постоянных клиентов во всём мире. В 1954 году «Brioni» провёл ряд демонстраций в Нью-Йорке и ещё в восьми городах США. В этом же году были открыты новые бутики в Атлантике.
В 1990 году генеральным директором компании стал Умберто Анджелони. Он начал активный план по расширению женской линии одежды и открытию новых магазинов. Так появились бутики в Мумбае, Санкт-Петербурге, Баку и других городах. Умберто Анджелони также добился появления продукции «Brioni» в фильмах с Джеймсом Бондом (с 1995 года).
Нынешние руководители Андреа Перроун, Антонелла де Симоне (родственники основателей компании) и Антонио Биенчини сменили Умберто Анджелони в 2006 году.
В сентябре 2021 года компания объявила, что отказывается от использования натурального меха в коллекциях с 2022 года .

## Производство
Чтобы удовлетворить требование большой клиентуры, компания открывает собственную фабрику в Абруццо. Помимо неё, «Brioni» владеет фабрикой рубашек, цехом, где производят кожаные изделия и линию женской одежды.
900 портных создают ежегодно более 200 моделей в различных стилях из 5000 видов тканей. Каждый предмет одежды требует около 30-35 часов работы. Четверть произведённой продукции идёт на индивидуальные заказы 25000 элитных клиентов.

## Бутики и магазины

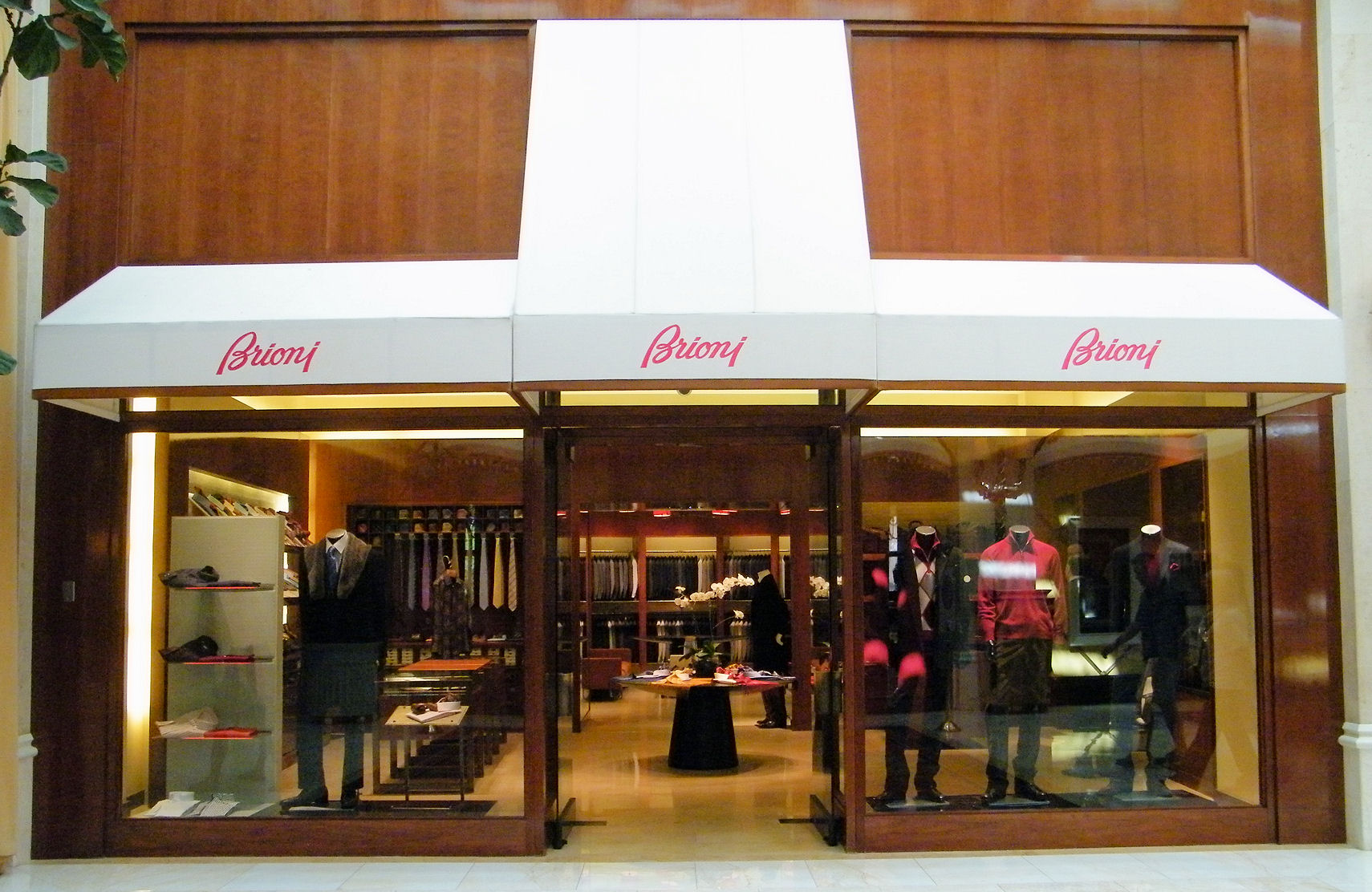
Бутик «Brioni» в «Wynn Las Vegas»

На январь 2019 года «Brioni» принадлежит 59 магазинов, шесть из которых расположены в США. В Нью-Йорке на 52-й улице расположен демонстрационный зал компании.

### Россия
В России на 2021 год находилось 8 бутиков. 5 в Москве и по 1-му в Санкт-Петербурге, Нижнем Новгороде и Сочи. В марте 2022 года, из-за российского вторжения на Украину, Kering объявил о закрытии своих магазинов в России.

## Клиенты
В число известных клиентов компании входят Джеймс Белуши, Аль Пачино, Пирс Броснан, Дэниел Крейг, Дональд Трамп, Владимир Путин. В 2016 году лицом бренда стали музыканты группы Metallica.